# Holly Springs (Carolina del Nord)
Holly Springs è una città degli Stati Uniti d'America situata nella Carolina del Nord, nella Contea di Wake.